# Teuvo Teräväinen

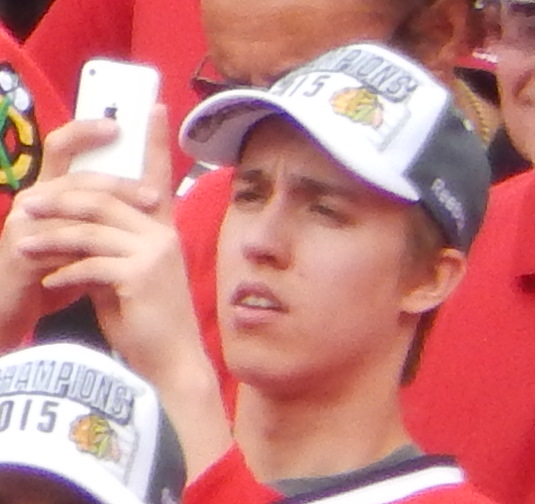
Teräväinen under Chicago Blackhawks segerparad efter att ha vunnit Stanley Cup 2015.

Teuvo Henri Matias Teräväinen, född 11 september 1994 i Helsingfors, är en finländsk professionell ishockeyforward som spelar för Carolina Hurricanes i National Hockey League (NHL).
2015 vann han Stanley Cup tillsammans med Chicago Blackhawks sedan laget besegrat Tampa Bay Lightning i finalserien med 4-2 i matcher. I slutspelet bidrog Teräväinen med mycket och gjorde sammanlagt 10 poäng på 18 matcher.
Hans moderklubb är Kojootit. Han har spelat för Jokerit i finska  SM-liiga, för vilka han har producerat 93 poäng (varav 33 mål) på 133 spelade matcher. Teräväinen valdes av Chicago Blackhawks som 18:e spelare totalt i NHL-draften 2012.
Med det finska juniorlandslaget vann Teräväinen som lagkapten JVM-guld 2014 i Malmö och gjorde 15 poäng på sju matcher under turneringen. 

## Spelstil
Teräväinen är en naturlig spelfördelande center som i NHL även kommit att spela som högerforward.

## Statistik

### Klubbkarriär
| 2011–12      | Jokerit             | SM-l         | 40  | 11 | 7   | 18  | 6  | 9  | 2  | 4  | 6  | 0 |
| 2012–13      | Jokerit             | SM-l         | 44  | 13 | 18  | 31  | 6  | 6  | 1  | 1  | 2  | 0 |
| 2013–14      | Jokerit             | Liiga        | 49  | 9  | 35  | 44  | 12 | 2  | 0  | 0  | 0  | 0 |
| 2013–14      | Chicago Blackhawks  | NHL          | 3   | 0  | 0   | 0   | 0  | —  | —  | —  | —  | — |
| 2013–14      | Rockford IceHogs    | AHL          | 5   | 2  | 0   | 2   | 2  | —  | —  | —  | —  | — |
| 2014–15      | Rockford IceHogs    | AHL          | 39  | 6  | 19  | 25  | 6  | —  | —  | —  | —  | — |
| 2014–15      | Chicago Blackhawks  | NHL          | 34  | 4  | 5   | 9   | 2  | 18 | 4  | 6  | 10 | 0 |
| 2015–16      | Chicago Blackhawks  | NHL          | 78  | 13 | 22  | 35  | 20 | 7  | 0  | 1  | 1  | 0 |
| 2016–17      | Carolina Hurricanes | NHL          | 81  | 15 | 27  | 42  | 16 | —  | —  | —  | —  | — |
| 2017–18      | Carolina Hurricanes | NHL          | 82  | 23 | 41  | 64  | 14 | —  | —  | —  | —  | — |
| 2018–19      | Carolina Hurricanes | NHL          | 82  | 21 | 55  | 76  | 12 | 15 | 7  | 3  | 10 | 2 |
| Liiga totalt | Liiga totalt        | Liiga totalt | 133 | 33 | 60  | 93  | 24 | 17 | 3  | 5  | 8  | 0 |
| NHL totalt   | NHL totalt          | NHL totalt   | 360 | 76 | 150 | 226 | 64 | 40 | 11 | 10 | 21 | 2 |

### Internationellt
| År            | Lag           | Turnering     | Resultat      |    | Matcher | Mål | Assists | Poäng | Utv. |
| ------------- | ------------- | ------------- | ------------- | -- | ------- | --- | ------- | ----- | ---- |
| 2011          | Finland       | U17 WHC       | 7:a           | 5  | 2       | 5   | 7       | 2     |      |
| 2011          | Finland       | U18 JVM       | 5:a           | 6  | 0       | 0   | 0       | 4     |      |
| 2012          | Finland       | U18 JVM       | 4:a           | 6  | 2       | 6   | 8       | 2     |      |
| 2013          | Finland       | JVM           | 7:a           | 6  | 5       | 6   | 11      | 2     |      |
| 2014          | Finland       | JVM           | 1:a           | 7  | 2       | 13  | 15      | 2     |      |
| 2016          | Finland       | World Cup     | 8:a           | 2  | 0       | 0   | 0       | 0     |      |
| 2018          | Finland       | VM            | 5:a           | 8  | 5       | 9   | 14      | 8     |      |
| Junior totalt | Junior totalt | Junior totalt | Junior totalt | 30 | 11      | 30  | 41      | 12    |      |
| Senior totalt | Senior totalt | Senior totalt | Senior totalt | 10 | 5       | 9   | 14      | 8     |      |

## Klubbar
- Jokerit 2011—2014
- Chicago Blackhawks 2014–2016
- Carolina Hurricanes 2016–